# Motocross

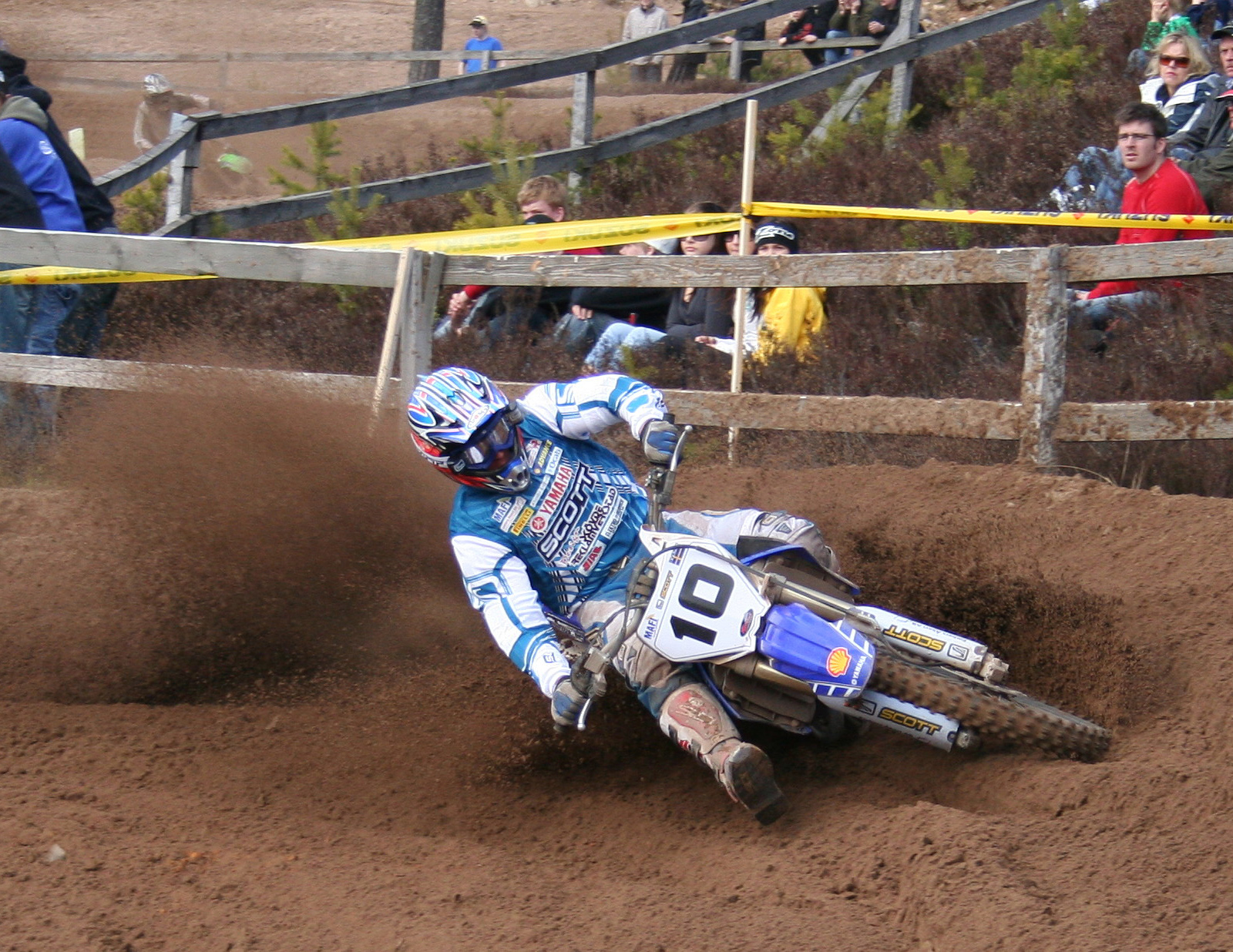
Un crossista in azione

Il motocross (termine mutuato dalla lingua inglese dove nasce come composto aplologico delle parole "motorcycle" e "cross-country"), spesso abbreviato in cross o MX, denominato anche motocampestre, è uno sport motociclistico che si pratica su circuiti sterrati chiusi chiamati crossodromi.

## Gare

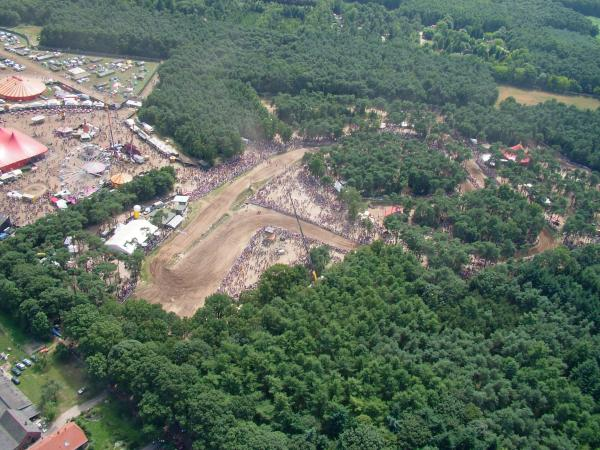
Un circuito di motocross

Una competizione di motocross è generalmente chiamata gara. Una gara consiste generalmente in due manches precedute dalle qualifiche. Il motocross ha una partenza "di massa", ovvero tutti i piloti sono allineati dietro i cancelletti di partenza sulla stessa linea. In base al tempo ottenuto in qualifica i piloti possono scegliere il cancelletto da cui partire. A posizioni differenti corrispondono infatti traiettorie differenti che facilitano o meno la partenza al pilota.
Le manche hanno generalmente un numero di giri da completare prima della bandiera a scacchi oppure i giri da compiere sono determinati in base al tempo (ad esempio 30 minuti + uno o due giri).
I campi da cross sono generalmente abbastanza lunghi (tra gli 1,5 e i 2,5 km) e incorporano alcune zone naturali e altre parti come le whoops (dossi artificiali bassi e brevi in rapida successione) fatte dall'uomo o più frequentemente i salti.
A differenza del motocross, il supercross si pratica in piste interamente artificiali, con la presenza di numerosi salti e whoops e solitamente si tiene nei palazzetti o negli stadi ed è una specialità tipica degli Stati Uniti d'America. Oltre al fatto che il motocross si corra all'aperto, la partenza delle gare di cross solitamente conta circa 40 partecipanti, mentre il supercross circa 25.
I gran premi o le gare Pro AMA tendono ad essere lunghe, solitamente 30 minuti più due giri, mentre le gare amatoriali possono durare anche solo 10 minuti (o meno). Quando scade il tempo un direttore di gara segnala con una tabella o con una bandiera i giri mancanti alla fine, mentre al termine della gara viene sventolata la bandiera a scacchi.
Il motocross è uno degli sport a motore più spettacolare, soprattutto quando i piloti si esibiscono in salti con la moto in aria praticamente orizzontale oppure col posteriore di "traverso" per aria (detti comunemente scrub), salvo poi atterrare come se niente fosse, molto spettacolari sono inoltre la fase della partenza e la prima curva.

## Storia
Le prime apparizioni del cross sono avvenute in Inghilterra con gare chiamate "scrambles" derivate dal trial, anch'esso molto popolare in Gran Bretagna.
I motociclisti europei importarono sul continente questo tipo di gare, apportando modifiche come l'accorciamento della pista e l'aumento del numero di giri oltre all'aggiunta di alcuni ostacoli artificiali come i salti.

### La crescita e l'evoluzione
Durante gli anni trenta questo sport crebbe in popolarità, soprattutto in Inghilterra dove team ufficiali come quelli della BSA, Norton, Matchless, Rudge, e AJS si sfidavano nelle gare. Le moto da sterrato di quell'epoca differivano poco da quelle utilizzate per l'impiego stradale. Le competizioni furono notevolmente utili per l'evoluzione tecnica dei motocicli.
Nei primi anni trenta i telai rigidi lasciarono posto alle sospensioni, il forcellone posteriore fece la sua comparsa nei primi anni cinquanta. Il periodo dopoguerra fu dominato dalla BSA che era diventata la più grande azienda produttrice di motocicli del mondo. I piloti BSA dominarono le competizioni internazionali degli anni cinquanta.

### I campionati mondiali
Nel 1952 la FIM, l'organo di governo del motociclismo internazionale creò un campionato individuale europeo di categoria 500 cm³, questo campionato dal 1957 divenne campionato del mondo. Nel 1962 alla "500" venne affiancata una seconda categoria di 250 cm³. Nel 1962 venne creato il campionato mondiale 250 cm³. In questo contesto divennero famose alcune aziende che equipaggiavano le loro motociclette con motori a due tempi, infatti aziende come la svedese Husqvarna, la cecoslovacca CZ e la britannica Greeves divennero popolari per la leggerezza dei loro prodotti. Durante gli anni sessanta i progressi nel campo dei motori due tempi fece sì che i più pesanti motori quattro tempi non fossero più competitivi e quindi uscissero dalla scena mondiale. Piloti provenienti dal Belgio e dalla Svezia cominciarono a dominare nel cross in questo periodo.
Durante gli ultimi anni sessanta le aziende giapponesi cominciarono a lottare con le più blasonate aziende europee per la supremazia in questo sport. La nipponica Suzuki vinse il primo campionato del mondo della 250 nell'anno 1970, il primo campionato che andava a finire nel palmarès di un'azienda del sol levante alla voce "motocross". Nel 1975 fu affiancato alla 250 e alla 500 anche la classe con motori da un ottavo di litro (125 cm³). Il 1984 porterà il primo titolo mondiale classe 125 in Italia con Michele Rinaldi alla guida di una Suzuki privata.  Il motocross cominciò a crescere di popolarità negli Stati Uniti.
I piloti europei continuarono a dominare in tutti gli anni Settanta, tuttavia negli anni Ottanta cominciarono a fare la loro comparsa sulla scena internazionale alcuni piloti statunitensi, fino ad allora poco propensi e interessati a correre nei campionati di estrazione europea quindi perlopiù sconosciuti da noi. Le loro vittorie praticamente a ogni (sporadica) apparizione fece capire a tutti che nel frattempo la scuola USA era diventata probabilmente superiore a quella europea, difatti vinsero a man bassa nelle competizioni a squadre per parecchi anni e vinsero anche dei titoli individuali pur non partecipando con le loro "punte" migliori, poco interessate a correre stabilmente in Europa.
Un segnale di inversione di tendenza si ebbe nel 1990, quando un francese dalle indubbie qualità, Jean-Michel Bayle, andò a correre i campionati USA e l'anno seguente li batté a casa loro, vincendo praticamente tutti i campionati a cui prese parte (Supercross, il titolo più ambito in USA, e poi National 250 e 500, sempre battendo sul campo il suo rivale Jeff Stanton, a quel tempo il miglior rappresentante USA). Fu una vittoria storica per tutto il motocross mondiale. Negli anni a venire altri piloti provarono a ripetere l'impresa, ed ancora adesso ogni tanto qualcuno ci prova, ma nessuno è più riuscito a fare quello che ha fatto Bayle, nonostante alcuni si siano comportati più che onorevolmente.
I piloti USA e quelli europei nel motocross tradizionale si possono confrontare praticamente alla pari in ogni classe di cilindrata, come avviene ogni autunno nel Motocross delle Nazioni, la più importante competizione a squadre, mentre nel Supercross, disciplina che richiede una tecnica di guida ed una preparazione apposita, gli statunitensi sono considerati ancora i più forti in assoluto ed il loro campionato "Supercross AMA" è considerato il più prestigioso campionato indoor del mondo.

### Boom tecnologico
Durante i primi anni ottanta le aziende giapponesi furono promotrici di un vero e proprio "boom tecnologico". Le tipiche moto due tempi raffreddate ad aria con i biammortizzatori sul posteriore e i freni a tamburo furono sostituiti dalle moto raffreddate a liquido con il monoammortizzatore e i freni a disco. Durante gli anni novanta le sempre più restrittive norme riguardo alle moto a miscela costrinsero le aziende a sviluppare delle moto con motore 4 tempi. All'inizio del nuovo millennio tutte le maggiori aziende cominciarono a gareggiare con delle moto con questo motore e i marchi europei, come Husqvarna, Husaberg e KTM tornarono nuovamente al titolo iridato.
Recentemente si sono formate delle nuove branche di questo sport come il Supercross, l'Arenacross, il Freestyle in cui vengono valutate le acrobazie dei piloti e il Supermotard, molto popolare ora, in cui le moto da sterrato, gommate da strada e con gli adeguati accorgimenti tecnici gareggiano nei kartodromi. Inoltre sono diventate popolari anche le gare "vintage" in cui solitamente corrono le moto antecedenti al 1975.

### Il motocross dopo il 2004
Dal 2004 il motocross è stato soggetto a molti cambiamenti che hanno praticamente rivoluzionato e sconvolto la categoria, i quali hanno fatto sì che in queste competizioni ci fossero sempre meno squadre clienti, andando a impoverire la categoria soprattutto a causa dell'aumento dei costi di gestione.

#### L'invasione del 4T

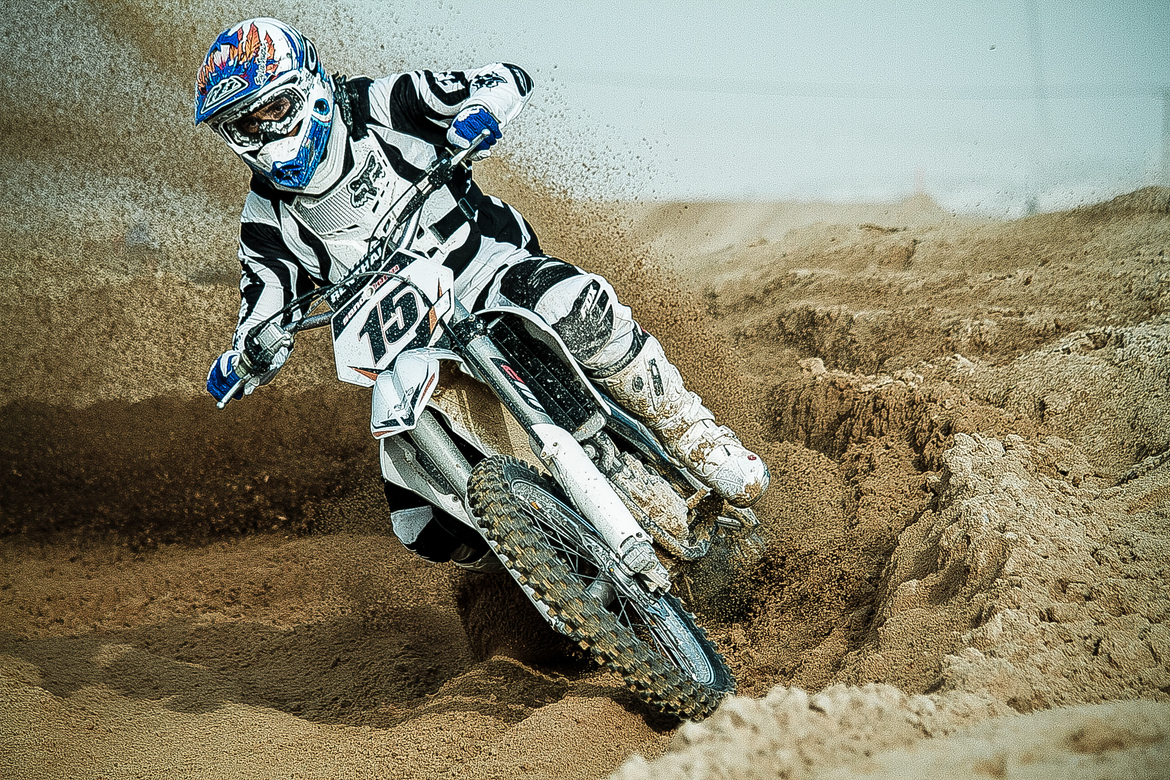
Una moderna moto da cross

Il 2004 ha segnato l'inizio della fine per i motori a due tempi.
Da quando sono stati introdotti i moltiplicatori di cilindrata nei 3 campionati, permettendo a moto 4T di correre contro moto 2T di cilindrata inferiore, addirittura metà, nel caso della MX2, i 2T non sono più riusciti a tenere il passo delle rivali a 4T, tant'è che sempre più raramente se ne vedono in gara.
Fino al 2007 tutte le aziende hanno mantenuto in listino i loro modelli 2T storici (85, 125, 250 e 300) anche se le 4 aziende giapponesi che detengono gran parte del mercato, aggiornano sempre più raramente i loro modelli a miscela, ritenendoli meno competitivi e dedicando energie e fondi all'evoluzione dei motori 4 tempi, i quali vengono anche dotati di sistemi migliori, come carburatori a controllo elettronico o addirittura ad iniezione.
Lo stile di guida dei piloti da quando corrono con le 4T è cambiato, di sicuro le 4T, dotate di questi sistemi sofisticati riescono ad avere una maggiore coppia motrice ai medio-bassi regimi, che consente di recuperare rapidamente da eventuali errori, senza perdere secondi preziosi.
I 4T però non hanno solo lati positivi: sono anche più costosi e più pesanti. Anche la manutenzione è molto costosa, sia perché deve essere effettuata frequentemente sia per il costo e il numero dei componenti.
Come contro c'è anche la curva d'erogazione, che se da un lato consente di avere una grande spinta sin dai bassi aumentando l'arco d'utilizzo del motore, dall'altro lato si ha anche una maggiore facilità di controllo su superfici a bassa aderenza. Tuttavia, nella MX1 (quindi 450 cm³ di cilindrata) "strappa" le braccia ai piloti affaticandoli oltremisura, tant'è che nel corso del 2007 si era parlato di una possibile riduzione di cilindrata nella classe maggiore, sino a 400 o 350 cm³, per ovviare a questo problema, aumentando così tra l'altro il numero dei piloti in grado di competere e la sicurezza.

#### Cilindrate esotiche
Come in ogni sport, anche nel motocross ci sono in ballo enormi interessi economici, che hanno portato a competere fantasiose e inedite cilindrate.

##### 150 4T
Nel 2007 la casa nipponica Honda presentò, dopo aver fatto pressioni sulle federazioni FIM e AMA per ottenere una modifica dei regolamenti che consentisse a delle 150 4T di gareggiare contro le 85 2T (prima potevano correre in quella categoria le 125 4T, tra l'altro mai prodotte), la sua piccola CR-F 150R, una minicross all'altezza delle 85 2T, visto il moltiplicatore di cilindrata, poco meno del doppio.

##### 144 2T
L'austriaca KTM ha risposto quindi facendo pressioni e quindi ottenendo la possibilità di correre nella MX2 (solo nei campionati minori, ossia Europeo e AMA Amateur, tra l'altro con regolamenti confusi e diversi) per le 144 2T, preparando un modello specifico per alcuni piloti del campionato europeo.
La prima azienda a presentare al pubblico un 144 2T è stata TM Racing nel 2007, poi KTM ha inserito la sua SX 144 (ridenominata SX 150 nel 2009) nel listino dei modelli per l'anno 2008, già disponibili da luglio 2007.
Per ottenere reali vantaggi dall'aumento di cilindrata di 19 cm³ è stato necessario, per ambo le case che finora hanno presentato i loro modelli, riprogettare il motore, dove in alcuni casi si è solo aumentato l'alesaggio tramite l'applicazione di un kit di maggiorazione come nel caso della Yamaha che è passata dalle misure 54×54,5 a 58×54,5, mentre in altri si è anche riprogettata la corsa e riprogettando alcuni organi in funzione di ciò, come nel caso della KTM che è passata dalle misure 54×54,5 a 56×58,5 o della TM che è passata dalle misure 54×54,5 a 56×58.

## Le competizioni più importanti

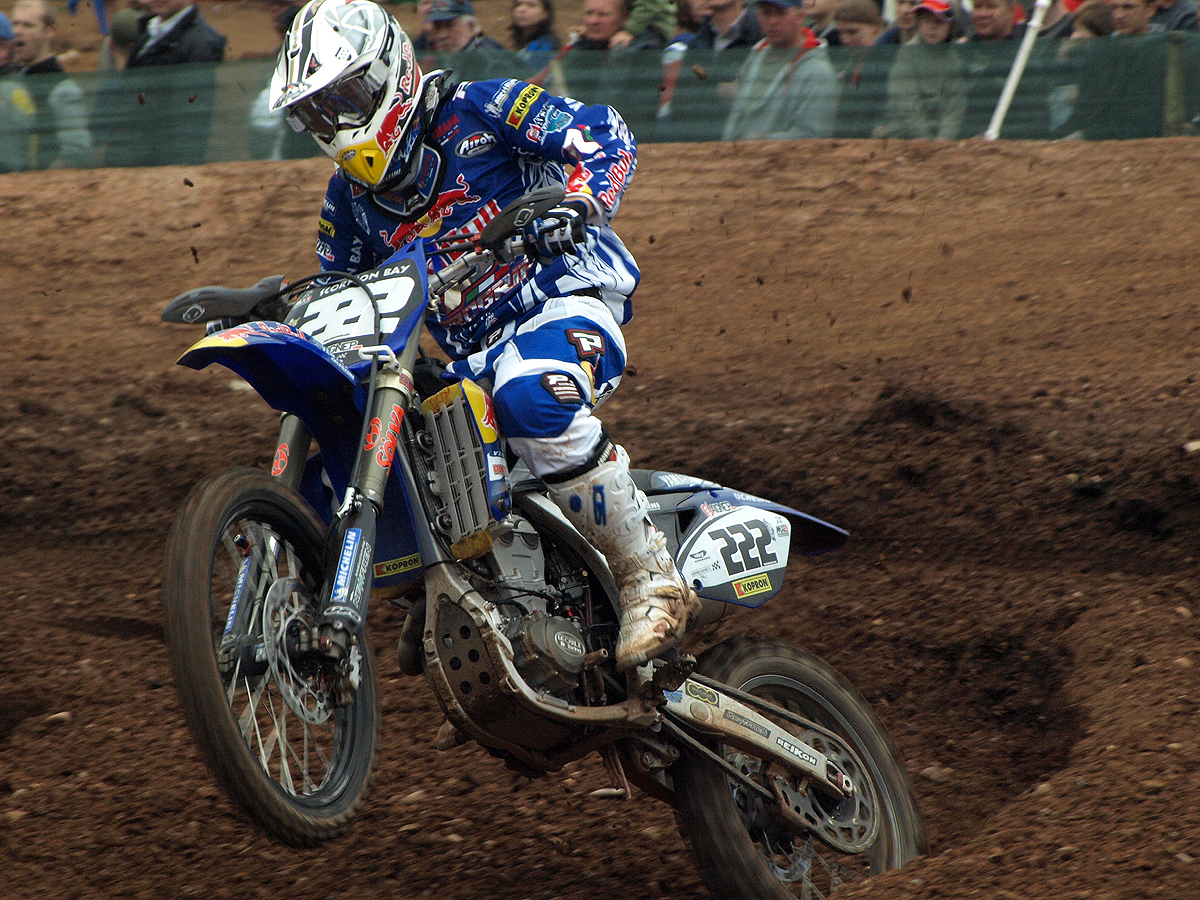
Antonio Cairoli detto Tony nel campionato mondiale 2008

Ci sono due federazioni dominanti sullo scenario mondiale del cross: FIM (Federazione internazionale del motociclismo) e AMA (Associazione motociclistica americana). Il campionato AMA comincia a maggio e termina a settembre e consiste in 12 prove nelle 12 maggiori piste degli USA. Ogni evento si tiene nei sabati consecutivi. Ci sono due categorie, chiamate classi: "450" e "250", ognuna delle quali è formata da due manches di 30 minuti + due giri e ogni categoria impiega la pista per circa due ore.
Il campionato del mondo si tiene prevalentemente in Europa, con alcune trasferte in Sudafrica, Brasile e Giappone. Il formato è simile a quello AMA ovvero due classi, MX1 e MX2 con due gare per ogni categoria, tuttavia il mondiale è più lungo, infatti solitamente ha 16 o più gran premi.
Solitamente al termine dei due campionati AMA e FIM si tiene il "motocross delle nazioni". In questo particolare tipo di gara si corre a squadre, ogni pilota quindi corre per la propria nazione. Ogni nazione porta 3 piloti, nel motocross delle nazioni del 2006 l'Italia ha schierato Tony Cairoli, David Philippaerts e Cristian Beggi. Vi sono 3 categorie (MX1, MX2 e Open), 3 manches e ogni pilota corre due volte, infatti i piloti corrono manches miste: MX1-MX2, MX1-Open e MX2-Open.

## Moto e categorie
Le moto per le gare individuali hanno una cilindrata compresa tra i 50 e i 550 cm³. Nei primi anni del motocross la classe 500 era considerata la "classe regina". Comunque, con l'evoluzione tecnologica nella "classe Open", sempre meno piloti erano in grado di contenere l'esuberante potenza dei monocilindrici due tempi e portarli al limite. le 250 divennero quindi più maneggevoli e più veloci e quindi la loro categoria divenne la "premier class".
La differenza più grande tra le varie moto è il loro motore: due o quattro tempi. Alle origini, ovvero negli anni precedenti al 1965, tutte le moto erano 4 tempi, tuttavia con l'evoluzione dei motori a miscela, più leggeri e potenti, i 4 tempi persero la loro posizione di leader, per lasciarla ai due tempi che dominarono le competizioni negli anni settanta, ottanta e novanta.
Durante i primi anni ottanta si ebbe un'altra notevole evoluzione tecnologica, infatti sulle moto da gara cominciarono a comparire il raffreddamento a liquido, i freni a disco e il monoammortizzatore, mentre nella prima metà degli anni ottanta vennero aggiunte le valvole di scarico, che alla fine degli anni ottanta portarono i 125 a livelli di potenza e coppia superiori ai 125 attuali.
Negli anni novanta, soprattutto negli Stati Uniti, si cominciarono a preferire i quattro tempi ai due tempi, questi ultimi, sebbene più potenti e più leggeri a parità di cilindrata, erano molto più inquinanti, bruciando olio assieme alla benzina.
Per far sì che i quattro tempi potessero competere con i due tempi si adottò il cosiddetto "moltiplicatore di cilindrata", ovvero la possibilità per le moto 2T di correre contro moto 4T di cilindrata praticamente doppia (125 2T vs 250 4T e 250 2T vs 450 4T) per quanto riguarda le classi MX1 e MX2. Per la classe MX3, invece, le cilindrate ammesse divennero fino a 500 cm³ per le moto a 2T e fino a 650 cm³ per quelle a 4T. Questa categoria continuò ad essere titolata come mondiale nonostante avesse perso molta della sua popolarità, a causa in primis di scelte del gestore attuale dei campionati (Youthstream, che ne detiene i diritti di divulgazione acquistati dalla FIM), fino alla sua abolizione definitiva nel 2014.
Yamaha ha introdotto per prima i 4 tempi nel cross con la YZ400F, seguita poi dalla YZ426F e infine da moto con cilindrata standard massima di 450 cm³ (YZ 450F). Altre aziende seguirono la strada intrapresa dalla casa dei 3 diapason accantonando i due tempi per dedicarsi ai quattro tempi, in cui i progressi tecnologici da fare erano e sono ancora molti. Con il loro sviluppo, la potenza sviluppata dai quattro tempi superò quella dei due tempi.
Nel 2006 anche in una delle ultime categorie dominata dai due tempi, l'85 cm³, vennero cambiati i regolamenti dalla FIM, consentendo ai quattro tempi 150 di correre contro gli 85. Nell'estate del 2006 la Honda ha presentato per prima un cross da competizione 150: il CRF 150R, una sofisticata minicross raffreddata a liquido con quattro valvole e la configurazione della distribuzione UNICAM, ovvero con un singolo albero a camme in testa.
I piloti sono spesso (ma non sempre) classificati nelle varie categorie in base alla cilindrata delle moto.
| Nome della categoria mondiale (FIM) | Nome della categoria statunitense (AMA)           | Cilindrata (2 tempi) | Cilindrata (4 tempi) | Note                                                |
| ----------------------------------- | ------------------------------------------------- | -------------------- | -------------------- | --------------------------------------------------- |
| MXGP                                | 450 Class (ex "250" e successivamente "MX")       | 250 cm³              | 450 cm³              |                                                     |
| MX3 (non più disputata)             | Non presente                                      | da 290 cm³ a 500 cm³ | da 475 cm³ a 650 cm³ | solitamente classe 500 cm³ 2 tempi, o classe "Open" |
| MX2                                 | 250 Class (ex "125" e successivamente "MX Lites") | 125 cm³              | 250 cm³              |                                                     |
| 85BW                                | Supermini                                         | 85 cm³               | 150 cm³              | "BW" = Bigger Wheels = Ruote grandi                 |
| 85SW                                | Mini                                              | 85 cm³               | 150 cm³              | "SW" = Smaller Wheels = Ruote piccole               |
| 65                                  | Mini                                              | 65 cm³               | -                    | Nessuna azienda attualmente produce moto 4 tempi    |
| Autos                               | Pee-wee                                           | 50 cm³               | 50 cm³               |                                                     |

Le moto da cross hanno sospensioni con corsa molto lunga e regolabili in base al terreno, sia il tipo che le condizioni, ed alla pista, più o meno veloce, con salti più o meno lunghi.
Nelle sospensioni regolabile è la parte idraulica: il freno in compressione ed il freno in estensione; i moderni ammortizzatori posteriori hanno anche la regolazione del freno in compressione per le alte e basse velocità (velocità della sospensione, non della moto). Lo scopo di avere sospensioni a punto è quello di avere più trazione possibile in tutti i punti della pista, di poter sopportare gli atterraggi dai salti senza "andare a pacco" e di stancare meno possibile il pilota.
Per alleggerire al massimo possibile le moto, senza toccare elementi strutturali, le moto da cross sono prive di tachimetro, avviamento elettrico (anche se ultimamente si sta sempre più vedendo alcune case che lo propongono a causa delle difficoltà di avviamento delle quattro tempi) e luci (anche per minimizzare l'assorbimento di potenza ed avere un generatore più piccolo e con minor effetto volano). Parti speciali per alleggerire (in carbonio o ergal) le moto oppure componenti del motore speciali sono prodotte dalle fabbriche e venduti a parte.
A causa delle particolari conformazioni delle varie zone dei tracciati, i piloti spendono la maggior parte del tempo ad assorbire i colpi con le ginocchia. Per questo la sella delle moto da cross è molto lunga e le spalle sono in materiale antiscivolo, per consentire al pilota di spostare il proprio peso lungo l'asse della moto e quindi caricare il peso sulla ruota motrice, per assorbire meglio i colpi oppure per caricare le sospensioni prima di un salto.
Stranamente, a differenza degli altri sport a motore le cross si possono trovare già in condizioni "pronto gara" preparate dalle aziende a prezzi non eccessivi. Comunque ogni pilota modifica la sua moto per adeguarla al proprio stile di guida (ad esempio sacrificare la spinta agli alti regimi per avere maggiore potenza ai bassi regimi, la rigidità dello sterzo o la posizione del "sistema di lancio") oppure per adeguarla alle condizioni della pista (gomme, setting sospensioni)

## Preparazione fisica

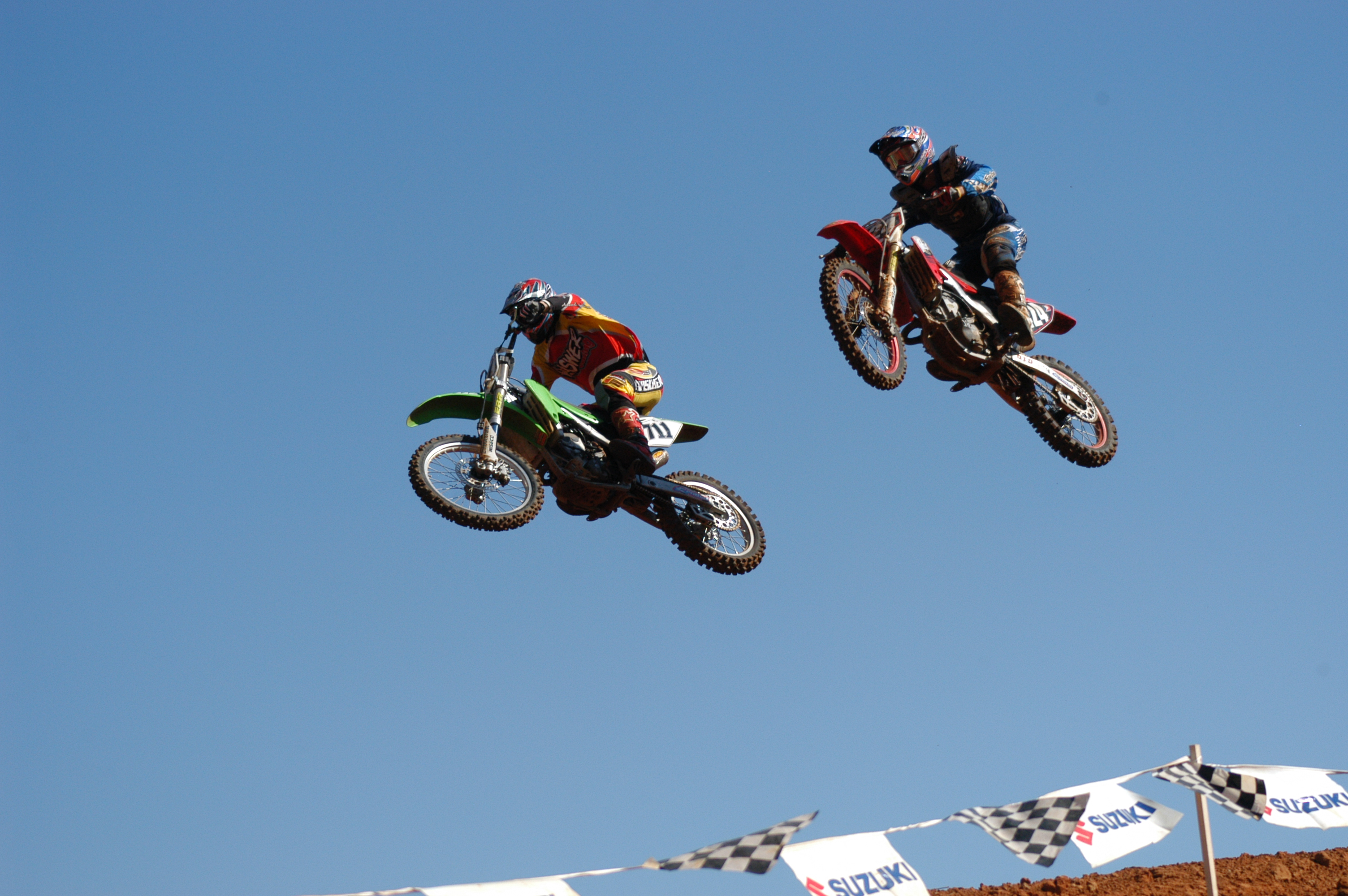
Due piloti che affrontano un salto

Uno degli aspetti principali del motocross è che per gareggiare ai massimi livelli, oltre a una buona dose di esperienza, è necessario essere molto allenati e in condizioni fisiche e mentali perfette. Questo sport sollecita moltissimo i polsi, le spalle e le ginocchia dei piloti. Tutto ciò può essere capito guardando un crossista passare su delle Whoops o dentro a dei canali a gas "spalancato". Il pilota deve mantenere un controllo precisissimo del motociclo poiché anche un minimo errore in zone come le rampe di salto prese a tutta velocità può costare caro. Le moto che corrono nei mondiali pesano circa 110 (da 90 a 120) kg con un motore che sviluppa una potenza di circa 60 CV.
Le braccia e le gambe dei crossisti sono in costante movimento durante tutta la gara per controllare la moto, assorbire i colpi durante gli atterraggi e assorbire le whoops.
Il "National Sport Health Institute" di Englewood, in California ha monitorato alcuni crossisti nei primi anni ottanta (oltre che a calciatori e a giocatori di football americano) per compiere uno studio sul sistema cardiovascolare degli atleti. I risultati hanno dimostrato che il cuore dei crossisti è sollecitato, e quindi allenato, più di qualsiasi altro sportivo di altre discipline esaminate. (Articolo originale apparso su DirtBike nel 1980. Intervista con Brad Lackey, campione del mondo e partecipante al monitoraggio, apparso su Racer X Illustrated nel 2004 here)

## Discipline derivate

### Freestyle
Disciplina dove i piloti devono esprimersi in acrobazie mozzafiato, in questa disciplina si usano esclusivamente i motori due tempi per la loro leggerezza e semplicità di guida

### Supercross
Questa è la variante più vicina al Motocross, dove a differenza del Motocross si hanno circuiti più compatti (quasi sempre al chiuso), muniti di salti in numero maggiore e più spettacolari.

### Supermotard
In questa disciplina si usano moto da Cross, con coperture stradali slick intagliate a mano, queste moto infatti vengono guidate su circuiti misti asfalto terra.

### Pit-bike
Ultimamente ci sono adulti che corrono con delle minimoto di cilindrata compresa tra i 50 cm³ ed i 190 cm³ a 2 o a 4 tempi, chiamate pit-bike o minibike. Il progetto originale delle pitbike era di produrre delle moto in miniatura per permettere ai piloti di cross di muoversi dentro i paddock. La moda dei pit-bike deriva da ciò e la gente cominciò a gareggiare con queste moto. Le uniche definizioni da parte di organi ufficiali riguardo alle "pitbike" riguardano le gomme ovvero 12" all'anteriore e 10 al posteriore. Nessuna delle grandi case produttrici di moto da cross, ovvero Honda, Suzuki, Kawasaki, Yamaha e KTM ha nel loro listino delle pitbikes, tuttavia alcune altre aziende stanno cominciando a vendere moto progettate solo per questo scopo. Questa mania è predominante nella parte meridionale della California, comunque si sta espandendo in tutto il continente americano e anche in altri paesi. Le pitbikes da cross sono anche state trasformate in "minimotard" che gareggiano nei kartodromi. I piloti indossano un misto tra abbigliamento da cross e da strada.

## Organi di governo di questa disciplina
L'organismo direttivo di questo sport è la federazione internazionale del motociclismo, la FIM, con le varie federazioni nazionali:
- Canada - CMRC
- Francia - Fédération française de motocyclisme (FFM)
- Gran Bretagna - ACU
- Irlanda - MCUI
- Italia - FMI
- USA - AMA
- Sudafrica - MSA
- Svezia - SVEMO

## Produttori

### Produttori in attività o con progetti in corso
- Honda
- Kawasaki
- Suzuki
- Yamaha
- KTM / Husaberg / Husqvarna
- Aprilia
- TM Racing
- Vertemati
- Benelli
- WRM Motorcycles
- LEM Motorcycles
- Beta
- GasGas

### Ex produttori
- Puch
- Accossato
- Aspes
- Ancillotti
- Cagiva
- Fabrizio
- Gilera
- Gori
- Guazzoni
- Mazzilli
- Milani
- Müller
- Simonini
- SWM
- TGM
- Villa
- Can-Am
- Cannondale ora ATK
- CCM
- BSA
- Greeves
- Cooper
- ČZ
- Hodaka
- Monark
- OSSA
- Bultaco
- Montesa
- BPS
- Rond-Sachs
- Maico
- Zündapp
- DKW